# Грундльзее (озеро)
Грундльзее (нім. Grundlsee) — озеро в Австрії у землі Штирія. На березі знаходиться місто та муніципалітет Грундльзее.

## Географія
Озеро розташоване в Штирії, в Альпах, на півдні Мертвих Гор, неподалік від Бад-Ауззее. Площа озера становить 4,22 км². Озеро завдовжки 5,7 км, найширше місце — 900 м. Найбільша глибина становить 64 м. Знаходиться на висоті 708 м.
Озеро відрізняється дуже високою якістю води (вода в озері придатна для пиття). Температура води в озері влітку може досягати 25 градусів. На озері заборонені до використання транспортні засоби, що обладнані двигунами внутрішнього згоряння. Взимку озеро регулярно замерзає.
Серед риб тут поширені щука, кумжа, озерна форель, палія арктична, головень, минь, судак, мересниця річкова і різні сига. Серед цікавих представників фауни озера є прісноводні поліпи або мшанки.

## Галерея

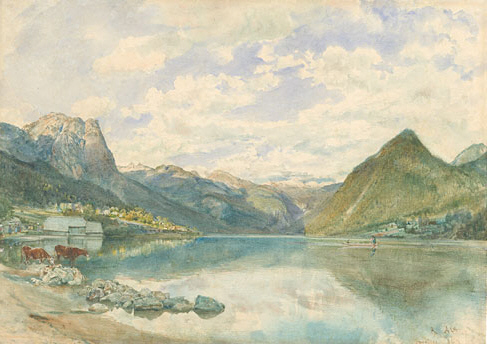
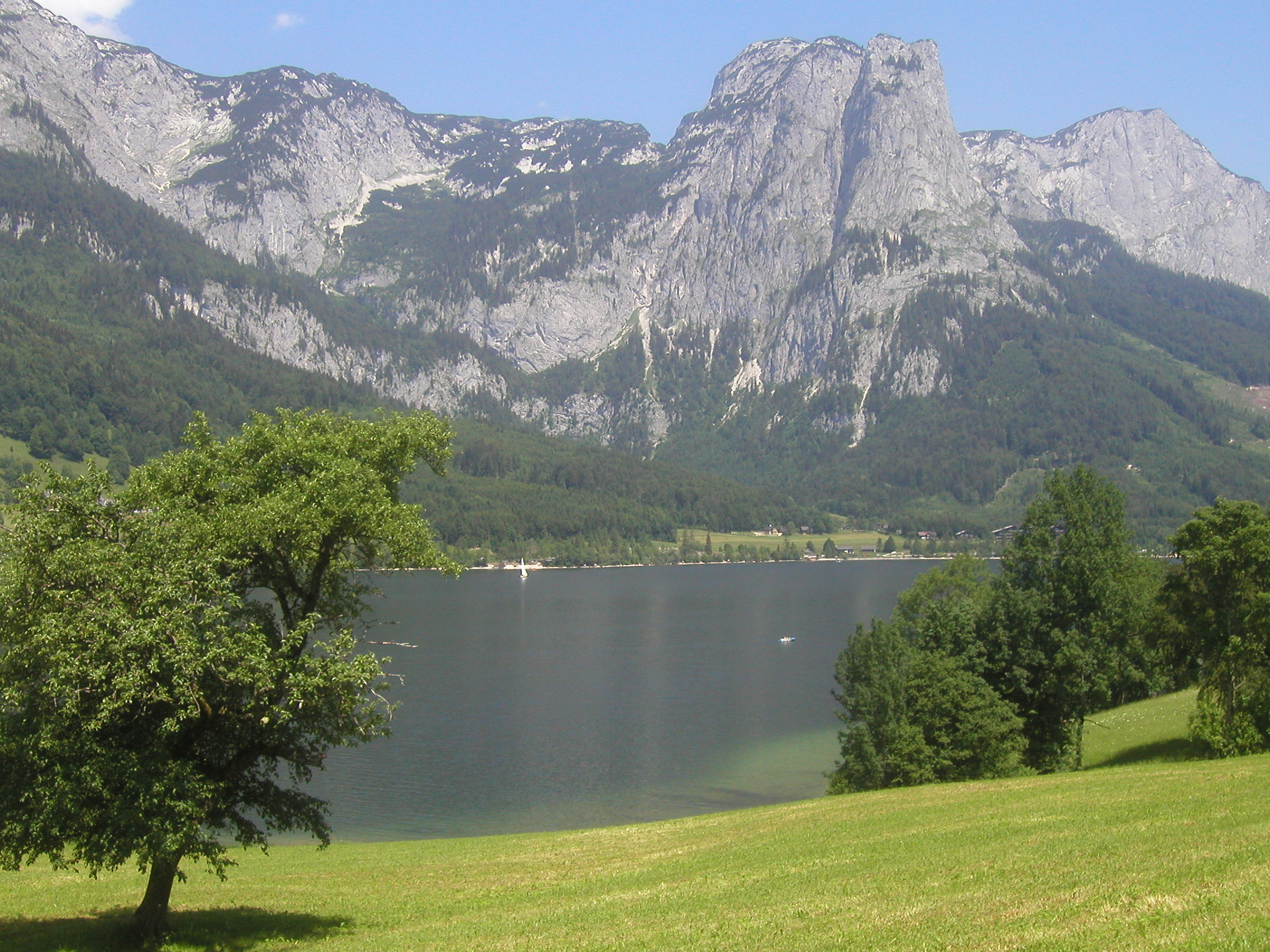
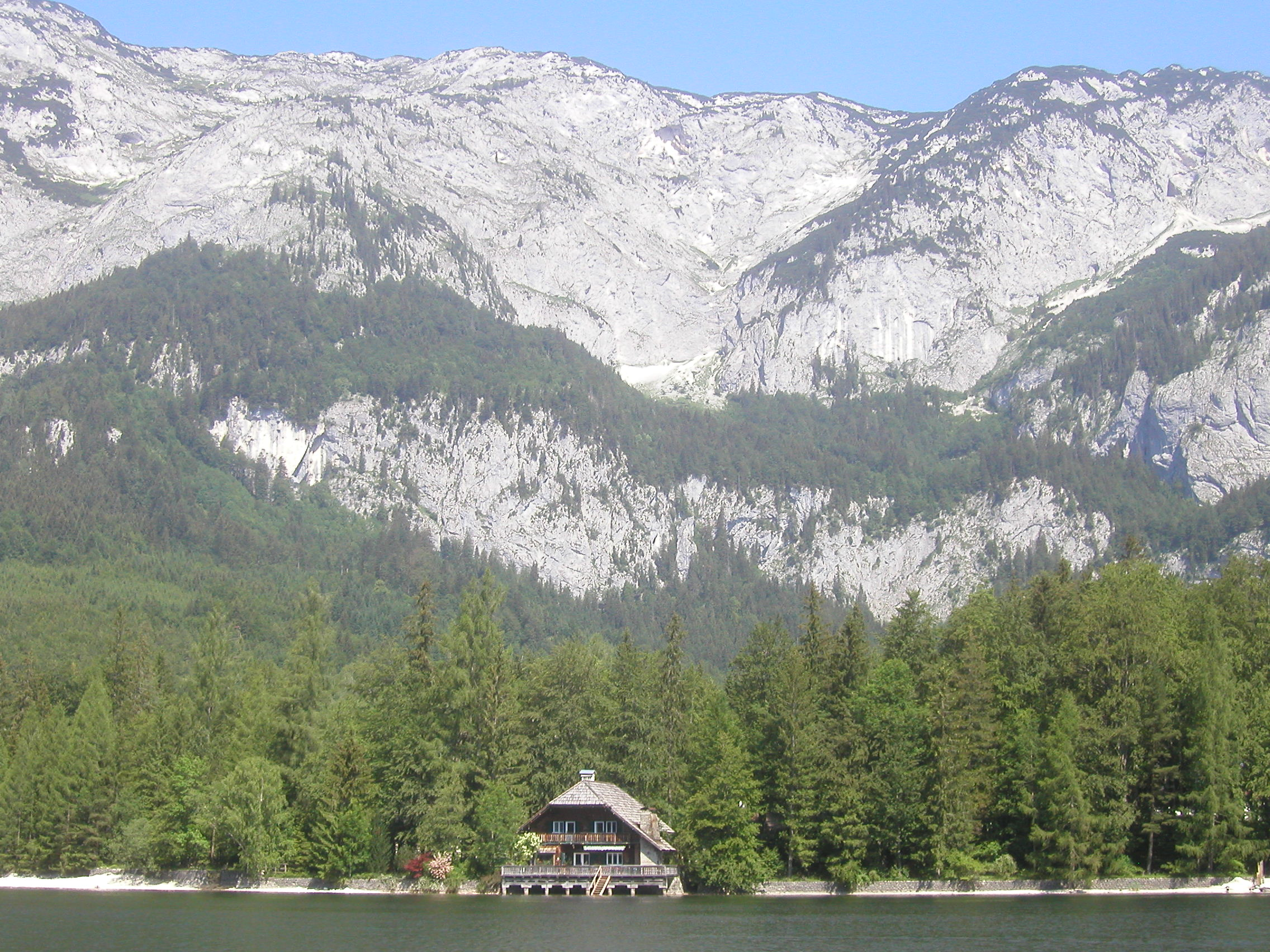
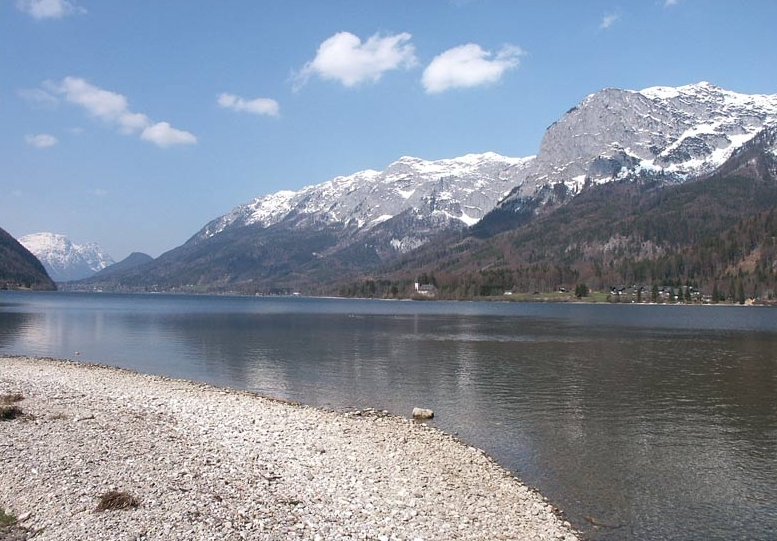